# کردی مکریانی
مُکریانی؛ نام یکی از لهجه‌های اصلی گویش کردی میانی از زبان کردی است. لهجه مکریانی در منطقه شهرستان مهاباد، بوکان، سردشت، پیرانشهر، اشنویه ، نقده، تکاب، شاهین دژ و میاندوآب و همچنین در برخی روستاهای بیجار ، نزدیک به تکاب رواج دارد و همچنین در شهرهای رانیه ، قلعه دیزه رواندز در کردستان عراق رواج دارد. نام مکریانی یا مکری مربوط به قبیله‌ای کهن با نام مکری است. لهجه سورانی هولیری اربیل با موکریانی تقریباً شبیه هم هستند. موکریانی نسبت به سایر لهجه‌های شاخه کردی میانی مانند اردلانی، بیشترین نزدیکی را با لهجه سورانی اربیل دارد.
ایل‌های دهبکری، منگور، گورک، بامره، زرزا، سویسنی، فیض الله بیگی، مکری، بریاجی، آلان، پیران، بیگزاده، مامش، آکو، بلباس و پژدری تماماً با کردی مکریانی صحبت می‌کنند، که از این میان ایلات گورک در ارومیه و سلماس و فیض الله بیگی و پیران در وان و دیاربکر کردستان ترکیه، هنوز با گویش کرمانجی صحبت می‌کنند. ( این ایلات از شمال کردستان به منطقه مکریان مهاجرت کرده‌اند و در تشکیل لهجه مکریانی مؤثر بوده‌اند) 
لهجه مکریانی یکی از لهجه‌های کردی میانی است و مختص مکریان است که شهرهای مهاباد، بوکان، سردشت، پیرانشهر، اشنویه ، نقده ، میاندوآب ، شاهین دژ و تکاب را شامل می‌شود. لازم به ذکر است که شهرهای مراغه و بانه و سقز هم جزو منطقه مکریان محسوب می‌شوند ، ولی شهر مراغه به زبان ترکی آذربایجانی صحبت می‌کنند و شهرهای سقز و بانه به زبان کردی اردلانی صحبت می‌کنند ، اردلانی هم لهجه‌ای از گویش سورانی در  زبان کردی است.

## مقایسه کردی مکریانی با کردی اردلانی
| فارسی      | کردی اردلانی         | کردی مکریانی    |
| ---------- | -------------------- | --------------- |
| مادر       | دایک                 | دایک            |
| پدر        | باوک                 | باب             |
| پسر        | کوڕ                  | کوڕ             |
| دختر       | کچ، کەنیشک           | کچ ، کیژ        |
| بسیار      | زۆر، کۆڵێک ، فرە     | زۆر، کۆڵێک      |
| بگو        | بڵێ ، بێژە           | بڵێ             |
| گوجه فرنگی | تەماتە ، تۆماتێز     | باینجانی سورر   |
| مقدار کمی  | تۆزێک ، چکێک         | بڕێک            |
| خواستگاری  | خوازبێنی، داواکاری   | خوازبێنی        |
| خوبی؟      | چاکی، باشی ، خاسی    | چاکی، باشی      |
| خوابیدن    | خەوتن ، خەفەتن       | نووستن          |
| مقداری     | ئەونە، هەندێک ، چکێک | ئەوەندە، هەندێک |

گویش سنندجی (اردلانی) از نظر ساخت‌های نحوی، صرف فعل، و واژگان، در مقایسه با گویش سورانیِ رایج در مهاباد (گویش مکری)، شباهت بیشتری به زبان‌های ایرانی میانه مانند پهلوی دارد. تفاوت‌های این دو گویش را می‌توان در چند محور بررسی کرد.
گزارش مکنزی نشان می‌دهد که «گویش مکری (مهاباد) ساخت ارگاتیو را حفظ نکرده‌است... برخلاف گویش‌های مرکزی مانند سنه [سنندج]».
```
گویش سنندجی (اردلانی) از نظر ساخت‌های نحوی، صرف فعل، و واژگان، در مقایسه با گویش سورانیِ رایج در مهاباد (گویش مکری)، شباهت بیشتری به زبان‌های ایرانی میانه مانند پهلوی دارد. تفاوت‌های این دو گویش را می‌توان در چند محور بررسی کرد.
```

گزارش مکنزی نشان می‌دهد که «گویش مکری (مهاباد) ساخت ارگاتیو را حفظ نکرده‌است... برخلاف گویش‌های مرکزی مانند سنه [سنندج]».

## تفاوت‌های نحوی و صرفی
• حفظ ساخت ارگاتیو:  
در گویش سنندجی، ساخت ارگاتیو در زمان گذشته هنوز حفظ شده‌است، در حالی‌که در مهاباد این ساخت حذف شده و افعال به‌صورت تحلیلی صرف می‌شوند.
• استقلال ضمایر فاعلی و مفعولی:  
در سنندجی، ضمایر فاعلی و مفعولی اغلب به‌صورت جدا از فعل می‌آیند (مثلاً: «دی یان» = ایشان را دید).  
در مهاباد، این ضمایر در فعل ادغام شده‌اند (مثلاً: «بینن» = دیدند)، که نشانهٔ گذار به ساختار تحلیلی است.
• نشانه‌های مفعولی:  
در سنندجی، پسوند مفعولی «یانی» (معادل «را» در فارسی) حفظ شده‌است که از ویژگی‌های زبان‌های ایرانی میانه است.  
در مهاباد این پسوند یا حذف شده یا بسیار کم‌رنگ است.
• نوع صرف فعل در گذشته:  
در سنندجی، صرف فعل گذشته «پایه‌ای» یا ناقص است و نشانگر شخص و شمار معمولاً از طریق ضمیر جداگانه بیان می‌شود.  
در مهاباد، صرف فعل کامل و تحلیلی است که تحولی جدیدتر به‌شمار می‌آید.
• ریشهٔ واژگان:  
گویش سنندجی در بسیاری از افعال و واژگان، ریشه‌های پهلوی یا پارسی میانه را حفظ کرده‌است (مثلاً: «دی» ← ریشهٔ پهلوی «دیدن»).  
در مقابل، در مهاباد واژگان ساده‌تر یا وام‌واژه‌ها کاربرد بیشتری دارند.

## جدول مقایسه‌ای سنندجی و مهاباد
| ویژگی                     | سنندجی (اردلانی)  | سورانی (مهاباد)   |
| ------------------------- | ----------------- | ----------------- |
| ساخت ارگاتیو              | ✅ حفظ‌شده         | ❌ حذف‌شده         |
| استقلال ضمایر فاعلی       | ✅ بله            | ❌ نه             |
| صرف فعل در گذشته          | ناقص (دی، دی یان) | کامل (بینم، بینن) |
| نشانهٔ مفعولی (را)         | ✅ دارد (یانی)    | ❌ ندارد          |
| تحلیلی‌بودن                | ❌ کم‌تحلیلی‌تر     | ✅ تحلیلی‌تر       |
| نزدیکی به زبان‌های باستانی | ✅ زیاد           | ❌ کم‌تر           |

## نمونهٔ مقایسه‌ای: جملهٔ «تو من را در گریه غرق کردی» در سورانی و اردلانی
در جدول زیر یک نمونهٔ مقایسه‌ای میان کردی سورانی و گویش اردلانی (سنندجی) آمده است که از نظر صرف و نحو تفاوت‌های معناداری نشان می‌دهد. این نوع مثال‌ها در توصیف‌های گویش‌شناختیِ کردی توسط زبان‌شناسانی همچون مک‌کنزی و پژوهش‌های جدیدتر دربارهٔ ارگاتیویته در کردی بررسی شده‌اند.
| گویش             | جمله                   | آوانویسی تقریبی              | ترجمهٔ تحت‌اللفظی        | توضیح ساختی |
| ---------------- | ---------------------- | ---------------------------- | ---------------------- | --- |
| سورانی           | نوقمت کردوم له گریانیش | noqəm-t kərd-um le geryan-îş | غرقم‌ـت کردم در گریه‌ـاش | ساخت غیراِرگاتیو: ضمیر مفعولی متصل «ـم» برای مفعول «من» و شناسهٔ فاعلی «ـم» در «کردوم» برای فاعل. فاعل (تو) مستتر است. این الگو مشابه فارسی نو بوده و در سورانی معیار غالب است.                                                                                              |
| اردلانی (سنندجی) | له گریان نوقم مو کیرد  | le geryan noqəm mo kird      | در گریه غرقم مرا کرد   | ساخت گذشتهٔ متعدی با ویژگی‌های ارگاتیو: شناسهٔ ضمیری به مفعول متصل می‌شود و فعل معمولاً شناسهٔ فاعلی ندارد. تأکید نحوی بر مفعول است و فاعل می‌تواند حذف یا مستتر باشد. این الگو در برخی گویش‌های مرکزی و جنوب‌غربی کردی بازماندهٔ ساخت‌های کهن‌تر زبان‌های ایرانی میانه دانسته شده است. |

توضیح: تفاوت میان این دو گونه نشان‌دهندهٔ گرایش سورانی به الگوی مفعولی-فاعلی (nominative–accusative) و حفظ برخی ساخت‌های ارگاتیو در اردلانی است. این پدیده در زبان‌شناسی تاریخی کردی اهمیت ویژه‌ای دارد و با تحول افعال متعدی گذشته از دورهٔ فارسی میانه به کردی مرتبط دانسته می‌شود.